# Maria Mitchell

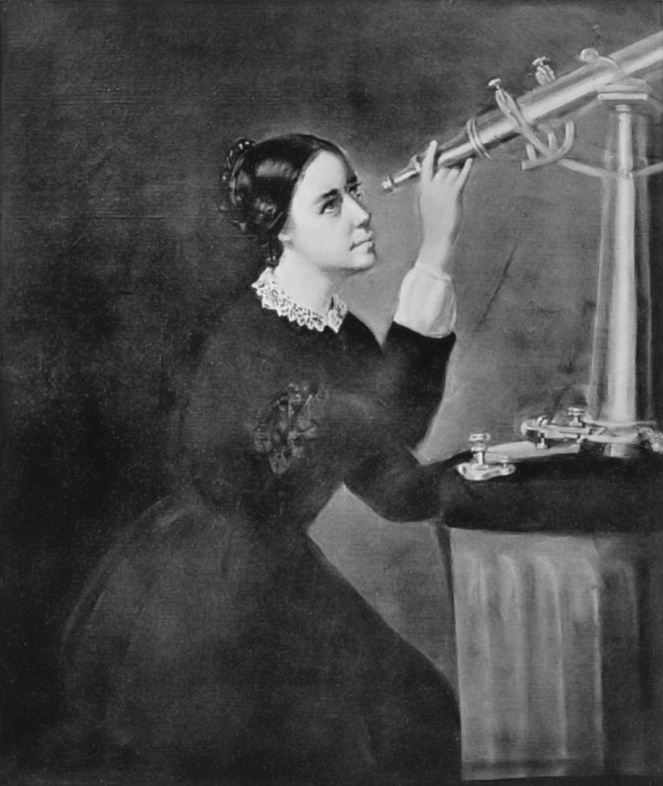
Maria Mitchell (1851)

Maria Mitchell (ur. 1 sierpnia 1818 w Nantucket Island, USA, zm. 28 czerwca 1889 w Lynn) – pierwsza kobieta astronom w USA.

## Wczesne lata
Urodziła się na wyspie Nantucket w Massachusetts. Jej rodzice należeli do kwakrów, którzy niekonwencjonalnie jak na tamte czasy, dali jej chłopięce wykształcenie. Pracowała jako bibliotekarka, a także zajmowała się astronomią w obserwatorium jej ojca.

## Odkrycie komety
Używając teleskopu odkryła nazwaną później jej imieniem kometę (kometa 1847 VI, obecnie C/1847 T1) na jesieni 1847 roku. Kilka lat wcześniej, król Fryderyk VI ustanowił nagrodę dla każdego odkrywcy "teleskopowych komet" (zbyt słabych, aby zobaczyć gołym okiem). Nagroda była przyznawana pierwszemu odkrywcy każdych kolejnych komet (niektóre były odkrywane przez kilka niezależnych osób). Ostatecznie wygrała jedną z tych nagród co dało jej międzynarodową sławę, jaką miała jedyna wcześniejsza odkrywczyni komet Caroline Herschel.
Chwilowo pojawiły się wątpliwości, ponieważ Francesco de Vico samodzielnie odkrył tę samą kometę dwa dni później, lecz pierwszy o tym poinformował; jednakże, sprawa została rozwiązana na korzyść Mitchell. Została ona nagrodzona w 1848 przez nowego króla Fryderyka VII.
Mitchell zapoczątkowała codzienne fotografie plam słonecznych. Odkryła, że są one raczej wirującymi pionowymi wgłębieniami, a nie chmurami w atmosferze, jak sądzono wcześniej. W swoich badaniach zajmowała się również mgławicami, gwiazdami podwójnymi, zjawiskami zaćmienia Słońca oraz księżycami Saturna i Jowisza.
Uwaga: niektóre źródła niepoprawnie interpretują pojęcie „pierwszy odkrywca teleskopowych komet” i błędnie podają, że Mitchell jest pierwszą osobą w historii, która odkryła kometę za pomocą teleskopu.

## Kariera
Była pierwszą kobietą, która została członkiem American Academy of Arts and Sciences w 1848 roku i American Association for the Advancement of Science w 1850. Później pracowała w Nautical Almanac Office w Waszyngtonie, gdzie obliczała pozycję planety Wenus. Również podróżowała po Europie wraz z Nathanielem Hawthorne i jego rodziną.
W roku 1865 została pierwszym profesorem astronomii w Vassar College. Została także mianowana dyrektorem Vassar College Observatory. Po uczeniu tam przez jakiś czas, pomimo jej reputacji i doświadczenia, jej pensja była niższa od pensji wielu młodszych męskich profesorów. Zaczęła się starać o podwyżkę płac i dostała ją.

## Sprzeciwy
W 1842 opuściła kwakrów i podążyła za zasadami unitarnymi. W sprzeciwie niewolnictwu przestała nosić ubrania z bawełny. Zaprzyjaźniła się ze zwolennikami przyznania kobietom prawa wyborczego, takimi jak Elizabeth Cady Stanton i była współzałożycielką American Association for the Advancement of Women.

## Spuścizna
Zmarła w 1889 roku w wieku 71 lat. Jej imieniem nazwano Maria Mitchell Observatory w Nantucket. Została również pośmiertnie wprowadzona do National Women’s Hall of Fame. Jej imię posiadał okręt SS Maria Mitchell typu Liberty z okresu II wojny światowej. Planetoida (1455) Mitchella oraz na Księżycu krater Mitchell zostały nazwane na jej cześć.

### Źródła online
- Informacja o ogłoszeniu nagrody dla odkrywców komet (ang.)
- Informacje o komecie Pani Mitchell (ang.)
- Rezygnacja z przyznawania nagród dla odkrywców komet (ang.) (zobacz I wojna o Szlezwik)
- Prace Marii Mitchell w Projekcie Gutenberg (ang.)

### Książki
- Kendall, Phebe Mitchell. Maria Mitchell; Life, Letters and Journals, (Boston: Lee & Shepard, 1896)
- M. W. Whitney, In Memoriam, (Poughkeepsie, Nowy Jork, 1889)
- M. K. Babbitt, Maria Mitchell as her students Knew her, (Poughkeepsie, Nowy Jork, 1912)